# Lambda Pegasi
Lambda Pegasi (λ Pegasi, förkortat Lambda Peg, λ Peg) som är stjärnans Bayerbeteckning, är en ensam stjärna belägen i den mellersta delen av stjärnbilden Pegasus. Den har en skenbar magnitud på 3,93 och är synlig för blotta ögat där ljusföroreningar ej förekommer. Baserat på parallaxmätning inom Hipparcosuppdraget på ca 8,9 mas, beräknas den befinna sig på ett avstånd på ca 365 ljusår (ca 112 parsek) från solen.  

## Egenskaper
Lambda Pegasi är en gul till vit jättestjärna av spektralklass G8 II-III. Den har en massa som är omkring 50 procent större än solens massa, en radie som är ca 29 gånger större än solens och utsänder från dess fotosfär ca 290 gånger mera energi än solen vid en effektiv temperatur på ca 4 900 K.